# ویکر پارک (فیلم)
ویکر پارک (انگلیسی: Wicker Park) یک فیلم در سبک رمانتیک، درام و معمایی به کارگردانی پل مک‌گوگان است که از سوی مترو گلدوین مایر در ۳ سپتامبر ۲۰۰۴ منتشر شد.

## بازیگران
- جاش هارتنت
- رز بیرن
- دیانه کروگر
- متیو لیلارد
- کریستوفر کازینز
- جسیکا پره